# Evergestis heliacalis
Evergestis heliacalis là một loài bướm đêm trong họ Crambidae.